# Tours préliminaires à la Coupe du monde de football 1994
Navigation
Éliminatoires 1990 Éliminatoires 1998
Cette page vous présente les différents tours préliminaires à la Coupe du monde 1994. C'est la 14e édition des éliminatoires depuis 1934.
Le nombre d'inscriptions atteint le total record de 144 nations. La forte augmentation depuis l'édition précédente est principalement dû à l'arrivée de nouvelles équipes qui s'inscrivent pour la première fois aux qualifications. Ces nouveaux venus émargent à la CAF, à l'OFC mais aussi à l'UEFA. Depuis 1989, le continent européen a connu plusieurs bouleversements géopolitiques importants induits par la Chute du mur de Berlin. C'est ainsi que la « zone Europe » qui accueille deux nouvelles associations (Îles Féroe et Saint-Marin) voit revenir les trois nations baltes (Estonie, Lettonie et Lituanie). Ces dernières avaient pris part aux éliminatoires de la Coupe du monde en 1934 et 1938. 
129 équipes participent à une rencontre au moins lors de ces éliminatoires.
Par ailleurs, la FIFA confirme la suspension du Chili à la suite du « scandale Roberto Rojas » lors de la phase préliminaire du mondiale 1990, et écarte la Yougoslavie (déjà interdite de participation à la phase finale de l'Euro 1992) en raison de la guerre civile qui y a éclaté. Cette exclusion intervient après le tirage au sort (groupe 5, zone Europe).
Comme lors des trois éditions précédentes, les tours préliminaires offrent 22 places en phase finale.

## Zone Océanie
Un total de 7 équipes s'inscrivent mais seulement 6 participent aux éliminatoires, car les Samoa renoncent prématurément. Il n'y a pas de qualification directe pour la phase finale. Le premier de la zone Océanie se qualifie pour disputer les barrages intercontinentaux (contre une équipe de la zone CONCACAF au premier tour).

### Premier tour

#### Groupe A
Les rencontres ont lieu entre le 11 juillet et le 9 octobre 1992.
| Rang | Équipe       | Pts | J | G | N | P | Bp | Bc | Diff |  | Résultats (▼ dom., ► ext.) |     |     |     |
| ---- | ------------ | --- | - | - | - | - | -- | -- | ---- |  | -------------------------- | --- | --- | --- |
| 1    | Australie    | 8   | 4 | 4 | 0 | 0 | 13 | 2  | +11  |  | Australie                  |     | 2-0 | 6-1 |
| 2    | Tahiti       | 3   | 4 | 1 | 1 | 2 | 5  | 8  | -3   |  | Tahiti                     | 0-3 |     | 4-2 |
| 3    | Îles Salomon | 1   | 4 | 0 | 1 | 3 | 5  | 13 | -8   |  | Îles Salomon               | 1-2 | 1-1 |     |

- L'Australie accède au tour suivant.

#### Groupe B
Les rencontres ont lieu entre le 7 juin et le 26 septembre 1992.
| Rang | Équipe           | Pts | J | G | N | P | Bp | Bc | Diff |  | Résultats (▼ dom., ► ext.) |     |     |     |
| ---- | ---------------- | --- | - | - | - | - | -- | -- | ---- |  | -------------------------- | --- | --- | --- |
| 1    | Nouvelle-Zélande | 7   | 4 | 3 | 1 | 0 | 15 | 1  | +14  |  | Nouvelle-Zélande           |     | 3-0 | 8-0 |
| 2    | Fidji            | 5   | 4 | 2 | 1 | 1 | 6  | 3  | +3   |  | Fidji                      | 0-0 |     | 3-0 |
| 3    | Vanuatu          | 0   | 4 | 0 | 0 | 4 | 1  | 18 | -17  |  | Vanuatu                    | 1-4 | 0-3 |     |

- La Nouvelle-Zélande accède au tour suivant.

### Tour final
| Équipe 1         | Résultat | Équipe 2  | Aller | Retour |
| ---------------- | -------- | --------- | ----- | ------ |
| Nouvelle-Zélande | 0 - 4    | Australie | 0 - 1 | 0 - 3  |

- L'Australie se qualifie pour les barrages intercontinentaux en l'emportant 4-0 sur l'ensemble des deux matchs.

## Zone Asie

### Premier tour
Ainsi qu’on peut le voir, les matches aller de chaque groupe ont été disputés sur une courte période (entre 5 et 10 jours) et tous dans la même ville.  Les matches retour suivent le même principe, mais dans une autre ville organisatrice.
28 équipes sont inscrites et 2 accéderont à la phase finale.

#### Groupe A
| Rang | Équipe   | Pts | J | G | N | P | Bp | Bc | Diff |  | Résultats (▼ dom., ► ext.) |     |     |     |     |     |
| ---- | -------- | --- | - | - | - | - | -- | -- | ---- |  | -------------------------- | --- | --- | --- | --- | --- |
| 1    | Irak     | 13  | 8 | 6 | 1 | 1 | 28 | 4  | +24  |  | Irak                       |     | 1-0 | 3-0 | 4-0 | 4-0 |
| 2    | Chine    | 12  | 8 | 6 | 0 | 2 | 18 | 4  | +14  |  | Chine                      | 2-1 |     | 1-0 | 4-1 | 3-0 |
| 3    | Yémen    | 8   | 8 | 3 | 2 | 3 | 12 | 13 | -1   |  | Yémen                      | 1-6 | 1-0 |     | 1-1 | 5-1 |
| 4    | Jordanie | 7   | 8 | 2 | 3 | 3 | 12 | 15 | -3   |  | Jordanie                   | 1-1 | 0-3 | 1-1 |     | 3-1 |
| 5    | Pakistan | 0   | 8 | 0 | 0 | 8 | 2  | 36 | -34  |  | Pakistan                   | 0-8 | 0-5 | 0-3 | 0-5 |     |

#### Groupe B
| Rang | Équipe         | Pts     | J       | G       | N       | P       | Bp      | Bc      | Diff    |  | Résultats (▼ dom., ► ext.) |     |     |     |     |
| ---- | -------------- | ------- | ------- | ------- | ------- | ------- | ------- | ------- | ------- |  | -------------------------- | --- | --- | --- | --- |
| 1    | Iran           | 9       | 6       | 3       | 3       | 0       | 15      | 2       | +13     |  | Iran                       |     | 1-1 | 0-0 | 6-0 |
| 2    | Syrie          | 9       | 6       | 3       | 3       | 0       | 14      | 4       | +10     |  | Syrie                      | 1-1 |     | 2-1 | 8-1 |
| 3    | Oman           | 6       | 6       | 2       | 2       | 2       | 10      | 5       | +5      |  | Oman                       | 0-1 | 0-0 |     | 2-1 |
| 4    | Taipei chinois | 0       | 6       | 0       | 0       | 6       | 3       | 31      | -28     |  | Taipei chinois             | 0-6 | 1-7 | 0-2 |     |
|      | Birmanie       | Forfait | Forfait | Forfait | Forfait | Forfait | Forfait | Forfait | Forfait |  |                            |     |     |     |     |

#### Groupe C
| Rang | Équipe        | Pts | J | G | N | P | Bp | Bc | Diff |  | Résultats (▼ dom., ► ext.) |     |     |     |     |     |
| ---- | ------------- | --- | - | - | - | - | -- | -- | ---- |  | -------------------------- | --- | --- | --- | --- | --- |
| 1    | Corée du Nord | 15  | 8 | 7 | 1 | 0 | 19 | 6  | +13  |  | Corée du Nord              |     | 2-2 | 2-1 | 4-0 | 3-0 |
| 2    | Qatar         | 11  | 8 | 5 | 1 | 2 | 22 | 8  | +14  |  | Qatar                      | 1-2 |     | 4-1 | 3-1 | 4-0 |
| 3    | Singapour     | 10  | 8 | 5 | 0 | 3 | 12 | 12 | 0    |  | Singapour                  | 1-3 | 1-0 |     | 2-1 | 1-0 |
| 4    | Indonésie     | 2   | 8 | 1 | 0 | 7 | 6  | 19 | -13  |  | Indonésie                  | 1-2 | 1-4 | 0-2 |     | 2-1 |
| 5    | Viêt Nam      | 2   | 8 | 1 | 0 | 7 | 4  | 18 | -14  |  | Viêt Nam                   | 0-1 | 0-4 | 2-3 | 1-0 |     |

#### Groupe D
| Rang | Équipe       | Pts | J | G | N | P | Bp | Bc | Diff |  | Résultats (▼ dom., ► ext.) |     |     |     |     |     |
| ---- | ------------ | --- | - | - | - | - | -- | -- | ---- |  | -------------------------- | --- | --- | --- | --- | --- |
| 1    | Corée du Sud | 15  | 8 | 7 | 1 | 0 | 23 | 1  | +22  |  | Corée du Sud               |     | 3-0 | 2-0 | 4-1 | 7-0 |
| 2    | Bahreïn      | 9   | 8 | 3 | 3 | 2 | 9  | 6  | +3   |  | Bahreïn                    | 0-0 |     | 0-0 | 3-0 | 2-1 |
| 3    | Liban        | 8   | 8 | 2 | 4 | 2 | 8  | 9  | -1   |  | Liban                      | 0-1 | 0-0 |     | 2-2 | 2-2 |
| 4    | Hong Kong    | 5   | 8 | 2 | 1 | 5 | 9  | 19 | -10  |  | Hong Kong                  | 0-3 | 2-1 | 1-2 |     | 1-3 |
| 5    | Inde         | 3   | 8 | 1 | 1 | 6 | 8  | 22 | -14  |  | Inde                       | 0-3 | 0-3 | 1-2 | 1-2 |     |

#### Groupe E
| Rang | Équipe          | Pts     | J       | G       | N       | P       | Bp      | Bc      | Diff    |  | Résultats (▼ dom., ► ext.) |     |      |     |     |
| ---- | --------------- | ------- | ------- | ------- | ------- | ------- | ------- | ------- | ------- |  | -------------------------- | --- | ---- | --- | --- |
| 1    | Arabie saoudite | 10      | 6       | 4       | 2       | 0       | 20      | 1       | +19     |  | Arabie saoudite            |     | 2-0  | 3-0 | 8-0 |
| 2    | Koweït          | 8       | 6       | 3       | 2       | 1       | 21      | 4       | +17     |  | Koweït                     | 0-0 |      | 2-0 | 8-0 |
| 3    | Malaisie        | 6       | 6       | 2       | 2       | 2       | 16      | 7       | +9      |  | Malaisie                   | 1-1 | 1-1  |     | 9-0 |
| 4    | Macao           | 0       | 6       | 0       | 0       | 6       | 1       | 46      | -45     |  | Macao                      | 0-6 | 1-10 | 0-5 |     |
|      | Népal           | Forfait | Forfait | Forfait | Forfait | Forfait | Forfait | Forfait | Forfait |  |                            |     |      |     |     |

#### Groupe F
| Rang | Équipe              | Pts | J | G | N | P | Bp | Bc | Diff |  | Résultats (▼ dom., ► ext.) |     |     |     |     |     |
| ---- | ------------------- | --- | - | - | - | - | -- | -- | ---- |  | -------------------------- | --- | --- | --- | --- | --- |
| 1    | Japon               | 15  | 8 | 7 | 1 | 0 | 28 | 2  | +26  |  | Japon                      |     | 2-0 | 1-0 | 8-0 | 5-0 |
| 2    | Émirats arabes unis | 13  | 8 | 6 | 1 | 1 | 19 | 4  | +15  |  | Émirats arabes unis        | 1-1 |     | 2-1 | 7-0 | 3-0 |
| 3    | Thaïlande           | 8   | 8 | 4 | 0 | 4 | 13 | 7  | +6   |  | Thaïlande                  | 0-1 | 0-1 |     | 4-1 | 1-0 |
| 4    | Bangladesh          | 4   | 8 | 2 | 0 | 6 | 7  | 28 | -21  |  | Bangladesh                 | 1-4 | 0-1 | 1-4 |     | 3-0 |
| 5    | Sri Lanka           | 0   | 8 | 0 | 0 | 8 | 0  | 26 | -26  |  | Sri Lanka                  | 0-6 | 0-4 | 0-3 | 0-1 |     |

### Tour final
Durant ce tour, lors du dernier match, a lieu la "tragédie de Doha" (tragédie pour les supporters japonais). Avant la dernière journée, le Japon est premier du groupe, devant l'Arabie saoudite et la Corée du Sud. Ce dernier match, contre l'Irak, reste marquant pour les supporters nippons. Les Japonais, au courant des autres résultats, pensaient obtenir leur première qualification pour une Coupe du monde, en menant 2-1 jusqu'à la 90e minute. Le but égalisateur de l'Irak dans les arrêts de jeu précipite l'élimination du Japon de la Coupe du monde, au profit de la Corée du Sud. Celle-ci se retrouvant qualifiée en compagnie de l'Arabie saoudite, finalement première du groupe.
| Rang | Équipe          | Pts | J | G | N | P | Bp | Bc | Diff |  | Résultats (▼ dom., ► ext.) |  |     |     |     |     |     |
| ---- | --------------- | --- | - | - | - | - | -- | -- | ---- |  | -------------------------- |  | --- | --- | --- | --- | --- |
| 1    | Arabie saoudite | 7   | 5 | 2 | 3 | 0 | 8  | 6  | +2   |  | Arabie saoudite            |  | 1-1 | 0-0 | 1-1 | 4-3 | 2-1 |
| 2    | Corée du Sud    | 6   | 5 | 2 | 2 | 1 | 9  | 4  | +5   |  | Corée du Sud               |  |     | 0-1 | 2-2 | 3-0 | 3-0 |
| 3    | Japon           | 6   | 5 | 2 | 2 | 1 | 7  | 4  | +3   |  | Japon                      |  |     |     | 2-2 | 1-2 | 3-0 |
| 4    | Irak            | 5   | 5 | 1 | 3 | 1 | 9  | 9  | 0    |  | Irak                       |  |     |     |     | 2-1 | 2-3 |
| 5    | Iran            | 4   | 5 | 2 | 0 | 3 | 8  | 11 | -3   |  | Iran                       |  |     |     |     |     | 2-1 |
| 6    | Corée du Nord   | 2   | 5 | 1 | 0 | 4 | 5  | 12 | -7   |  | Corée du Nord              |  |     |     |     |     |     |

| 15 octobre 1993 | Corée du Nord                                       | 3 – 2 | Irak           | Khalifa International Stadium, Doha Affluence : 20000 Arbitre : Jaap Uilenberg (Pays-Bas) |  |
|                 | Kim Gwang-Min 63e Kim Gyong-Il 76e Choi Won-Nam 80e |       | Khadum 8e, 46e |                                                                                           |  |

| 15 octobre 1993 | Arabie saoudite | 0 – 0 | Japon | Khalifa International Stadium, Doha Affluence : 20,000 Arbitre : Serge Muhmenthaler (Suisse) |  |
|                 |                 |       |       |                                                                                              |  |

| 16 octobre 1993 | Iran | 0 – 3 | Corée du Sud                                      | Khalifa International Stadium, Doha Affluence : 10,000 Arbitre : Aron Schmidhuber (Allemagne) |
|                 |      |       | Park Jung-bae 18e Ha Seok-ju 79e Ko Jung-Woon 81e |                                                                                               |

| 18 octobre 1993 | Corée du Nord    | 1 – 2 | Arabie saoudite             | Khalifa International Stadium, Doha Affluence : 15,000 Arbitre : Ion Crăciunescu (Roumanie) |  |
|                 | Ryu Song-Gun 68e |       | Mehalel 56e Al-Muwallid 73e |                                                                                             |  |

| 18 octobre 1993 | Japon        | 1 – 2 | Iran                     | Khalifa International Stadium, Doha Affluence : 10,000 Arbitre : Fabio Baldas (Italie) |  |
|                 | Nakayama 88e |       | Hassanzadeh 45e Daei 85e |                                                                                        |  |

| 19 octobre 1993 | Irak                  | 2 – 2 | Corée du Sud                           | Khalifa International Stadium, Doha Affluence : 20,000 Arbitre : Joël Quiniou (France) |  |
|                 | Hussein 32e Jafar 86e |       | Kim Pan-keun 40e Hong Myung-Bo 67e pen |                                                                                        |  |

| 21 octobre 1993 | Corée du Nord | 0 – 3 | Japon                       | Khalifa International Stadium, Doha Affluence : 3,000 Arbitre : Serge Muhmenthaler (Suisse) |
|                 |               |       | Miura 28e, 69e Nakayama 51e |                                                                                             |

| 22 octobre 1993 | Irak                 | 2 – 1 | Iran     | Khalifa International Stadium, Doha Affluence : 30,000 Arbitre : Ion Crăciunescu (Roumanie) |  |
|                 | Radhi 20e Kadhum 38e |       | Daei 21e |                                                                                             |  |

| 22 octobre 1993 | Corée du Sud     | 1 – 1 | Arabie saoudite | Khalifa International Stadium, Doha Affluence : 35,000 Arbitre : Jaap Uilenberg (Pays-Bas) |  |
|                 | Shin Hong-Ki 63e |       | Madani 90e      |                                                                                            |  |

| 24 octobre 1993 | Irak      | 1 – 1 | Arabie saoudite | Khalifa International Stadium, Doha Attendance: 20,000 Arbitre : Joël Quiniou (France) |  |
|                 | Radhi 1re |       | Owairan 36e     |                                                                                        |  |

| 25 octobre 1993 | Japon     | 1 – 0 | Corée du Sud | Khalifa International Stadium, Doha Affluence : 15,000 Arbitre : Aron Schmidhuber (Allemagne) |
|                 | Miura 61e |       |              |                                                                                               |

| 25 octobre 1993 | Iran          | 2 – 1 | Corée du Nord    | Khalifa International Stadium, Doha Affluence : 5,000 Arbitre : Fabio Baldas (Italie) |  |
|                 | Daei 49e, 66e |       | Choi Won-Nam 22e |                                                                                       |  |

| 28 octobre 1993 | Corée du Sud                                        | 3 – 0 | Corée du Nord | Qatar SC Stadium, Doha Affluence : 4,000 Arbitre : Ion Crăciunescu (Roumanie) |
|                 | Ko Jung-Woon 49e Hwang Seon-Hong 53e Ha Seok-ju 75e |       |               |                                                                               |

| 28 octobre 1993 | Arabie saoudite                                   | 4 – 3 | Iran                             | Khalifa International Stadium, Doha Affluence : 40,000 Arbitre : Jaap Uilenberg (Pays-Bas) |  |
|                 | Al-Jaber 21e Mehalel 27e Al-Mousa 47e Falatah 74e |       | Fonoonizadeh 43e, 52e Manafi 90e |                                                                                            |  |

| 28 octobre 1993 | Irak                     | 2 – 2 | Japon                 | Al-Ahly Stadium, Doha Affluence : 15,000 Arbitre : Serge Muhmenthaler (Suisse) |  |
|                 | Shnaished 54e Salman 90e |       | Miura 5e Nakayama 80e |                                                                                |  |

Les qualifiés sont la Corée du Sud et l'Arabie saoudite.

## Zone Amérique du Nord, centrale et Caraïbes
Il y a 20 équipes inscrites pour une place directe en phase finale et une place en barrages intercontinentaux.

### Premier tour

#### Zone Caraïbes
Dans la zone Caraïbes, les sélections sont réparties en trois tableaux. Le vainqueur de chaque tableau se qualifie pour le tour suivant. Cuba renonce avant de jouer.
|  | Premier tour préliminaire       | Premier tour préliminaire       | Premier tour préliminaire       | Premier tour préliminaire       |                                 |                                 | Second tour préliminaire | Second tour préliminaire | Second tour préliminaire | Second tour préliminaire |  |  | Premier tour      | Premier tour      | Premier tour      | Premier tour      |
|  |                                 |                                 |                                 |                                 |                                 |                                 |                          |                          |                          |                          |  |  |                   |                   |                   |                   |
|  |                                 |                                 |                                 |                                 |                                 |                                 | 24 avril et 25 mai 1992  | 24 avril et 25 mai 1992  | 24 avril et 25 mai 1992  | 24 avril et 25 mai 1992  |  |  | 2 et 30 août 1992 | 2 et 30 août 1992 | 2 et 30 août 1992 | 2 et 30 août 1992 |
|  |                                 |                                 |                                 |                                 |                                 |                                 | 24 avril et 25 mai 1992  | 24 avril et 25 mai 1992  | 24 avril et 25 mai 1992  | 24 avril et 25 mai 1992  |  |  | 2 et 30 août 1992 | 2 et 30 août 1992 | 2 et 30 août 1992 | 2 et 30 août 1992 |
|  |                                 |                                 |                                 |                                 |                                 |                                 | 24 avril et 25 mai 1992  | 24 avril et 25 mai 1992  | 24 avril et 25 mai 1992  | 24 avril et 25 mai 1992  |  |  | 2 et 30 août 1992 | 2 et 30 août 1992 | 2 et 30 août 1992 | 2 et 30 août 1992 |
|  |                                 |                                 |                                 |                                 |                                 |                                 | 24 avril et 25 mai 1992  | 24 avril et 25 mai 1992  | 24 avril et 25 mai 1992  | 24 avril et 25 mai 1992  |  |  | 2 et 30 août 1992 | 2 et 30 août 1992 | 2 et 30 août 1992 | 2 et 30 août 1992 |
|  |                                 |                                 |                                 |                                 |                                 |                                 | 24 avril et 25 mai 1992  | 24 avril et 25 mai 1992  | 24 avril et 25 mai 1992  | 24 avril et 25 mai 1992  |  |  | 2 et 30 août 1992 | 2 et 30 août 1992 | 2 et 30 août 1992 | 2 et 30 août 1992 |
|  | Guyana                          | Guyana                          | 1                               | 1                               |                                 |                                 |                          |                          |                          |                          |  |  | 2 et 30 août 1992 | 2 et 30 août 1992 | 2 et 30 août 1992 | 2 et 30 août 1992 |
|  | Guyana                          | Guyana                          | 1                               | 1                               |                                 |                                 |                          |                          |                          |                          |  |  | 2 et 30 août 1992 | 2 et 30 août 1992 | 2 et 30 août 1992 | 2 et 30 août 1992 |
|  |                                 |                                 | Suriname                        | Suriname                        | 2                               | 1                               |                          |                          |                          |                          |  |  | 2 et 30 août 1992 | 2 et 30 août 1992 | 2 et 30 août 1992 | 2 et 30 août 1992 |
|  |                                 |                                 |                                 |                                 | 2                               | 1                               |                          |                          |                          |                          |  |  | 2 et 30 août 1992 | 2 et 30 août 1992 | 2 et 30 août 1992 | 2 et 30 août 1992 |
|  |                                 |                                 |                                 |                                 |                                 |                                 |                          |                          |                          |                          |  |  | 2 et 30 août 1992 | 2 et 30 août 1992 | 2 et 30 août 1992 | 2 et 30 août 1992 |
|  |                                 |                                 |                                 |                                 |                                 |                                 |                          |                          |                          |                          |  |  | 2 et 30 août 1992 | 2 et 30 août 1992 | 2 et 30 août 1992 | 2 et 30 août 1992 |
|  | Suriname                        | Suriname                        | 0                               | 1                               |                                 |                                 |                          |                          |                          |                          |  |  |                   |                   |                   |                   |
|  | Suriname                        | Suriname                        | 0                               | 1                               | 22 et 29 mars 1992              |                                 |                          |                          |                          |                          |  |  |                   |                   |                   |                   |
|  |                                 |                                 | Saint-Vincent-et-les-Grenadines | Saint-Vincent-et-les-Grenadines | 0                               | 2                               |                          |                          |                          |                          |  |  |                   |                   |                   |                   |
|  | Sainte-Lucie                    | Sainte-Lucie                    | Saint-Vincent-et-les-Grenadines | Saint-Vincent-et-les-Grenadines | 0                               | 2                               | 1                        | 1                        |                          |                          |  |  |                   |                   |                   |                   |
|  | Sainte-Lucie                    | Sainte-Lucie                    |                                 |                                 |                                 |                                 |                          |                          |                          |                          |  |  |                   |                   |                   |                   |
|  | Saint-Vincent-et-les-Grenadines | Saint-Vincent-et-les-Grenadines | 0                               | 3                               |                                 |                                 |                          |                          |                          |                          |  |  |                   |                   |                   |                   |
|  | Saint-Vincent-et-les-Grenadines | Saint-Vincent-et-les-Grenadines | 0                               | 3                               | Saint-Vincent-et-les-Grenadines | Saint-Vincent-et-les-Grenadines | Q.                       | Q.                       |                          |                          |  |  |                   |                   |                   |                   |
|  |                                 |                                 |                                 |                                 | Saint-Vincent-et-les-Grenadines | Saint-Vincent-et-les-Grenadines | Q.                       | Q.                       |                          |                          |  |  |                   |                   |                   |                   |
|  |                                 |                                 | Cuba                            | Cuba                            | forfait                         | forfait                         |                          |                          |                          |                          |  |  |                   |                   |                   |                   |
|  |                                 |                                 |                                 |                                 | forfait                         | forfait                         |                          |                          |                          |                          |  |  |                   |                   |                   |                   |
|  |                                 |                                 |                                 |                                 |                                 |                                 |                          |                          |                          |                          |  |  |                   |                   |                   |                   |
|  |                                 |                                 |                                 |                                 |                                 |                                 |                          |                          |                          |                          |  |  |                   |                   |                   |                   |
|  |                                 |                                 |                                 |                                 |                                 |                                 |                          |                          |                          |                          |  |  |                   |                   |                   |                   |
|  |                                 |                                 |                                 |                                 |                                 |                                 |                          |                          |                          |                          |  |  |                   |                   |                   |                   |

|  | Premier tour préliminaire | Premier tour préliminaire | Premier tour préliminaire | Premier tour préliminaire |                    |   | Second tour préliminaire | Second tour préliminaire | Second tour préliminaire | Second tour préliminaire |  |  | Premier tour              | Premier tour              | Premier tour              | Premier tour              |
|  |                           |                           |                           |                           |                    |   |                          |                          |                          |                          |  |  |                           |                           |                           |                           |
|  |                           |                           |                           |                           |                    |   | 19 avril et 31 mai 1992  | 19 avril et 31 mai 1992  | 19 avril et 31 mai 1992  | 19 avril et 31 mai 1992  |  |  | 5 juillet et 16 août 1992 | 5 juillet et 16 août 1992 | 5 juillet et 16 août 1992 | 5 juillet et 16 août 1992 |
|  |                           |                           |                           |                           |                    |   | 19 avril et 31 mai 1992  | 19 avril et 31 mai 1992  | 19 avril et 31 mai 1992  | 19 avril et 31 mai 1992  |  |  | 5 juillet et 16 août 1992 | 5 juillet et 16 août 1992 | 5 juillet et 16 août 1992 | 5 juillet et 16 août 1992 |
|  |                           |                           |                           |                           |                    |   | 19 avril et 31 mai 1992  | 19 avril et 31 mai 1992  | 19 avril et 31 mai 1992  | 19 avril et 31 mai 1992  |  |  | 5 juillet et 16 août 1992 | 5 juillet et 16 août 1992 | 5 juillet et 16 août 1992 | 5 juillet et 16 août 1992 |
|  |                           |                           |                           |                           |                    |   | 19 avril et 31 mai 1992  | 19 avril et 31 mai 1992  | 19 avril et 31 mai 1992  | 19 avril et 31 mai 1992  |  |  | 5 juillet et 16 août 1992 | 5 juillet et 16 août 1992 | 5 juillet et 16 août 1992 | 5 juillet et 16 août 1992 |
|  |                           |                           |                           |                           |                    |   | 19 avril et 31 mai 1992  | 19 avril et 31 mai 1992  | 19 avril et 31 mai 1992  | 19 avril et 31 mai 1992  |  |  | 5 juillet et 16 août 1992 | 5 juillet et 16 août 1992 | 5 juillet et 16 août 1992 | 5 juillet et 16 août 1992 |
|  | Barbade                   | Barbade                   | 1                         | 0                         |                    |   |                          |                          |                          |                          |  |  | 5 juillet et 16 août 1992 | 5 juillet et 16 août 1992 | 5 juillet et 16 août 1992 | 5 juillet et 16 août 1992 |
|  | Barbade                   | Barbade                   | 1                         | 0                         |                    |   |                          |                          |                          |                          |  |  | 5 juillet et 16 août 1992 | 5 juillet et 16 août 1992 | 5 juillet et 16 août 1992 | 5 juillet et 16 août 1992 |
|  |                           |                           | Trinité-et-Tobago         | Trinité-et-Tobago         | 2                  | 3 |                          |                          |                          |                          |  |  | 5 juillet et 16 août 1992 | 5 juillet et 16 août 1992 | 5 juillet et 16 août 1992 | 5 juillet et 16 août 1992 |
|  |                           |                           |                           |                           | 2                  | 3 |                          |                          |                          |                          |  |  | 5 juillet et 16 août 1992 | 5 juillet et 16 août 1992 | 5 juillet et 16 août 1992 | 5 juillet et 16 août 1992 |
|  |                           | 23 et 30 mai 1992         |                           |                           |                    |   |                          |                          |                          |                          |  |  | 5 juillet et 16 août 1992 | 5 juillet et 16 août 1992 | 5 juillet et 16 août 1992 | 5 juillet et 16 août 1992 |
|  |                           |                           |                           |                           |                    |   |                          |                          |                          |                          |  |  | 5 juillet et 16 août 1992 | 5 juillet et 16 août 1992 | 5 juillet et 16 août 1992 | 5 juillet et 16 août 1992 |
|  | Trinité-et-Tobago         | Trinité-et-Tobago         | 1                         | 1                         |                    |   |                          |                          |                          |                          |  |  |                           |                           |                           |                           |
|  | Trinité-et-Tobago         | Trinité-et-Tobago         | 1                         | 1                         |                    |   |                          |                          |                          |                          |  |  |                           |                           |                           |                           |
|  |                           |                           | Jamaïque                  | Jamaïque                  | 2                  | 1 |                          |                          |                          |                          |  |  |                           |                           |                           |                           |
|  |                           |                           |                           |                           | 2                  | 1 |                          |                          |                          |                          |  |  |                           |                           |                           |                           |
|  |                           |                           |                           |                           |                    |   |                          |                          |                          |                          |  |  |                           |                           |                           |                           |
|  |                           |                           |                           |                           |                    |   |                          |                          |                          |                          |  |  |                           |                           |                           |                           |
|  | Jamaïque                  | Jamaïque                  | 2                         | 1                         |                    |   |                          |                          |                          |                          |  |  |                           |                           |                           |                           |
|  | Jamaïque                  | Jamaïque                  | 2                         | 1                         | 21 et 29 mars 1992 |   |                          |                          |                          |                          |  |  |                           |                           |                           |                           |
|  |                           |                           | Porto Rico                | Porto Rico                | 1                  | 0 |                          |                          |                          |                          |  |  |                           |                           |                           |                           |
|  | République dominicaine    | République dominicaine    | Porto Rico                | Porto Rico                | 1                  | 0 | 1                        | 1                        |                          |                          |  |  |                           |                           |                           |                           |
|  | République dominicaine    | République dominicaine    |                           |                           |                    |   |                          | 1                        |                          |                          |  |  |                           |                           |                           |                           |
|  | Porto Rico                | Porto Rico                | 2                         | 1                         |                    |   |                          |                          |                          |                          |  |  |                           |                           |                           |                           |
|  | Porto Rico                | Porto Rico                | 2                         | 1                         |                    |   |                          |                          |                          |                          |  |  |                           |                           |                           |                           |
|  |                           |                           |                           |                           |                    |   |                          |                          |                          |                          |  |  |                           |                           |                           |                           |

|  | Premier tour préliminaire | Premier tour préliminaire | Premier tour préliminaire | Premier tour préliminaire |   |   | Second tour préliminaire | Second tour préliminaire | Second tour préliminaire | Second tour préliminaire |  |  | Premier tour     | Premier tour     | Premier tour     | Premier tour     |
|  |                           |                           |                           |                           |   |   |                          |                          |                          |                          |  |  |                  |                  |                  |                  |
|  |                           |                           |                           |                           |   |   | 19 et 26 avril 1992      | 19 et 26 avril 1992      | 19 et 26 avril 1992      | 19 et 26 avril 1992      |  |  | 4 et 6 juin 1992 | 4 et 6 juin 1992 | 4 et 6 juin 1992 | 4 et 6 juin 1992 |
|  |                           |                           |                           |                           |   |   | 19 et 26 avril 1992      | 19 et 26 avril 1992      | 19 et 26 avril 1992      | 19 et 26 avril 1992      |  |  | 4 et 6 juin 1992 | 4 et 6 juin 1992 | 4 et 6 juin 1992 | 4 et 6 juin 1992 |
|  |                           |                           |                           |                           |   |   | 19 et 26 avril 1992      | 19 et 26 avril 1992      | 19 et 26 avril 1992      | 19 et 26 avril 1992      |  |  | 4 et 6 juin 1992 | 4 et 6 juin 1992 | 4 et 6 juin 1992 | 4 et 6 juin 1992 |
|  |                           |                           |                           |                           |   |   | 19 et 26 avril 1992      | 19 et 26 avril 1992      | 19 et 26 avril 1992      | 19 et 26 avril 1992      |  |  | 4 et 6 juin 1992 | 4 et 6 juin 1992 | 4 et 6 juin 1992 | 4 et 6 juin 1992 |
|  |                           |                           |                           |                           |   |   | 19 et 26 avril 1992      | 19 et 26 avril 1992      | 19 et 26 avril 1992      | 19 et 26 avril 1992      |  |  | 4 et 6 juin 1992 | 4 et 6 juin 1992 | 4 et 6 juin 1992 | 4 et 6 juin 1992 |
|  | Antilles néerlandaises    | Antilles néerlandaises    | 1                         | 0                         |   |   |                          |                          |                          |                          |  |  | 4 et 6 juin 1992 | 4 et 6 juin 1992 | 4 et 6 juin 1992 | 4 et 6 juin 1992 |
|  | Antilles néerlandaises    | Antilles néerlandaises    | 1                         | 0                         |   |   |                          |                          |                          |                          |  |  | 4 et 6 juin 1992 | 4 et 6 juin 1992 | 4 et 6 juin 1992 | 4 et 6 juin 1992 |
|  |                           |                           | Antigua-et-Barbuda        | Antigua-et-Barbuda        | 1 | 3 |                          |                          |                          |                          |  |  | 4 et 6 juin 1992 | 4 et 6 juin 1992 | 4 et 6 juin 1992 | 4 et 6 juin 1992 |
|  |                           |                           |                           |                           | 1 | 3 |                          |                          |                          |                          |  |  | 4 et 6 juin 1992 | 4 et 6 juin 1992 | 4 et 6 juin 1992 | 4 et 6 juin 1992 |
|  |                           | 26 avril et 25 mai 1992   |                           |                           |   |   |                          |                          |                          |                          |  |  | 4 et 6 juin 1992 | 4 et 6 juin 1992 | 4 et 6 juin 1992 | 4 et 6 juin 1992 |
|  |                           |                           |                           |                           |   |   |                          |                          |                          |                          |  |  | 4 et 6 juin 1992 | 4 et 6 juin 1992 | 4 et 6 juin 1992 | 4 et 6 juin 1992 |
|  | Antigua-et-Barbuda        | Antigua-et-Barbuda        | 0                         | 1                         |   |   |                          |                          |                          |                          |  |  |                  |                  |                  |                  |
|  | Antigua-et-Barbuda        | Antigua-et-Barbuda        | 0                         | 1                         |   |   |                          |                          |                          |                          |  |  |                  |                  |                  |                  |
|  |                           |                           | Bermudes                  | Bermudes                  | 3 | 2 |                          |                          |                          |                          |  |  |                  |                  |                  |                  |
|  |                           |                           |                           |                           | 3 | 2 |                          |                          |                          |                          |  |  |                  |                  |                  |                  |
|  |                           |                           |                           |                           |   |   |                          |                          |                          |                          |  |  |                  |                  |                  |                  |
|  |                           |                           |                           |                           |   |   |                          |                          |                          |                          |  |  |                  |                  |                  |                  |
|  | Bermudes                  | Bermudes                  | 1                         | 1e                        |   |   |                          |                          |                          |                          |  |  |                  |                  |                  |                  |
|  | Bermudes                  | Bermudes                  | 1                         | 1e                        |   |   |                          |                          |                          |                          |  |  |                  |                  |                  |                  |
|  |                           |                           | Haïti                     | Haïti                     | 0 | 2 |                          |                          |                          |                          |  |  |                  |                  |                  |                  |
|  |                           |                           |                           |                           | 0 | 2 |                          |                          |                          |                          |  |  |                  |                  |                  |                  |
|  |                           |                           |                           |                           |   |   |                          |                          |                          |                          |  |  |                  |                  |                  |                  |
|  |                           |                           |                           |                           |   |   |                          |                          |                          |                          |  |  |                  |                  |                  |                  |
|  |                           |                           |                           |                           |   |   |                          |                          |                          |                          |  |  |                  |                  |                  |                  |
|  |                           |                           |                           |                           |   |   |                          |                          |                          |                          |  |  |                  |                  |                  |                  |

e = Qualification selon la règle des buts marqués à l'extérieur

#### Zone Amérique centrale
| Équipe 1  | Résultat | Équipe 2   | Aller | Retour |
| --------- | -------- | ---------- | ----- | ------ |
| Guatemala | 0 - 2    | Honduras   | 0 - 0 | 0 - 2  |
| Nicaragua | 1 - 10   | Salvador   | 0 - 5 | 1 - 5  |
| Panama    | 2 - 5    | Costa Rica | 1 - 0 | 1 - 5  |

### Deuxième tour
Les équipes d'Amérique du Nord,  et  étaient qualifiés directement.

#### Groupe A
| Rang | Équipe                          | Pts | J | G | N | P | Bp | Bc | Diff |  | Résultats (▼ dom., ► ext.)      |     |     |     |      |
| ---- | ------------------------------- | --- | - | - | - | - | -- | -- | ---- |  | ------------------------------- | --- | --- | --- | ---- |
| 1    | Mexique                         | 9   | 6 | 4 | 1 | 1 | 22 | 3  | +19  |  | Mexique                         |     | 2-0 | 4-0 | 11-0 |
| 2    | Honduras                        | 9   | 6 | 4 | 1 | 1 | 14 | 6  | +8   |  | Honduras                        | 1-1 |     | 2-1 | 4-0  |
| 3    | Costa Rica                      | 6   | 6 | 3 | 0 | 3 | 11 | 9  | +2   |  | Costa Rica                      | 2-0 | 2-3 |     | 5-0  |
| 4    | Saint-Vincent-et-les-Grenadines | 0   | 6 | 0 | 0 | 6 | 0  | 29 | -29  |  | Saint-Vincent-et-les-Grenadines | 0-4 | 0-4 | 0-1 |      |

#### Groupe B
| Rang | Équipe   | Pts | J | G | N | P | Bp | Bc | Diff |  | Résultats (▼ dom., ► ext.) |     |     |     |     |
| ---- | -------- | --- | - | - | - | - | -- | -- | ---- |  | -------------------------- | --- | --- | --- | --- |
| 1    | Salvador | 9   | 6 | 4 | 1 | 1 | 12 | 6  | +6   |  | Salvador                   |     | 1-1 | 2-1 | 4-1 |
| 2    | Canada   | 7   | 6 | 2 | 3 | 1 | 9  | 7  | +2   |  | Canada                     | 2-3 |     | 1-0 | 4-2 |
| 3    | Jamaïque | 4   | 6 | 1 | 2 | 3 | 6  | 9  | -3   |  | Jamaïque                   | 0-2 | 1-1 |     | 3-2 |
| 4    | Bermudes | 4   | 6 | 1 | 2 | 3 | 7  | 12 | -5   |  | Bermudes                   | 1-0 | 0-0 | 1-1 |     |

### Tour final
Le Mexique se qualifie directement pour le Mondial 1994. Le Canada est qualifié pour les barrages intercontinentaux (contre un pays de l'OFC au premier tour).
| Rang | Équipe   | Pts | J | G | N | P | Bp | Bc | Diff |  | Résultats (▼ dom., ► ext.) |     |     |     |     |
| ---- | -------- | --- | - | - | - | - | -- | -- | ---- |  | -------------------------- | --- | --- | --- | --- |
| 1    | Mexique  | 10  | 6 | 5 | 0 | 1 | 17 | 5  | +12  |  | Mexique                    |     | 4-0 | 3-1 | 3-0 |
| 2    | Canada   | 7   | 6 | 3 | 1 | 2 | 10 | 10 | 0    |  | Canada                     | 1-2 |     | 2-0 | 3-1 |
| 3    | Salvador | 4   | 6 | 2 | 0 | 4 | 6  | 11 | -5   |  | Salvador                   | 2-1 | 1-2 |     | 2-1 |
| 4    | Honduras | 3   | 6 | 1 | 1 | 4 | 7  | 14 | -7   |  | Honduras                   | 1-4 | 2-2 | 2-0 |     |

## Zone Afrique
Un total de 40 équipes entrent en compétition. Cependant, le Burkina Faso, le Malawi, Sao Tomé-et-Principe et la Sierra Leone se sont retirés. Il y a trois places allouées pour le continent africain.
Entre les 2 tours, il est à noter le crash aérien du Vol 319 de la Zambian Air Force où tous les membres de l'équipe de Zambie sont morts. Une nouvelle équipe a été reconstruite. Elle manqua de peu la qualification (défaite lors de la dernière journée face au Maroc).   

### Premier tour

#### Groupe A
| Rang | Équipe       | Pts     | J       | G       | N       | P       | Bp      | Bc      | Diff    |  | Résultats (▼ dom., ► ext.) |     |     |     |
| ---- | ------------ | ------- | ------- | ------- | ------- | ------- | ------- | ------- | ------- |  | -------------------------- | --- | --- | --- |
| 1    | Algérie      | 5       | 4       | 2       | 1       | 1       | 5       | 4       | +1      |  | Algérie                    |     | 2-1 | 3-1 |
| 2    | Ghana        | 4       | 4       | 2       | 0       | 2       | 4       | 3       | +1      |  | Ghana                      | 2-0 |     | 1-0 |
| 3    | Burkina Faso | 3       | 4       | 1       | 1       | 2       | 2       | 4       | -2      |  | Burkina Faso               | 0-0 | 1-0 |     |
|      | Ouganda      | Forfait | Forfait | Forfait | Forfait | Forfait | Forfait | Forfait | Forfait |  |                            |     |     |     |

#### Groupe B
| Rang | Équipe   | Pts     | J       | G       | N       | P       | Bp      | Bc      | Diff    |  | Résultats (▼ dom., ► ext.) |     |     |     |
| ---- | -------- | ------- | ------- | ------- | ------- | ------- | ------- | ------- | ------- |  | -------------------------- | --- | --- | --- |
| 1    | Cameroun | 6       | 4       | 2       | 2       | 0       | 7       | 1       | +6      |  | Cameroun                   |     | 5-0 | 0-0 |
| 2    | Eswatini | 3       | 3       | 1       | 1       | 1       | 1       | 5       | -4      |  | Eswatini                   | 0-0 |     | 1-0 |
| 3    | Zaïre    | 1       | 3       | 0       | 1       | 2       | 1       | 3       | -2      |  | Zaïre                      | 1-2 |     |     |
|      | Liberia  | Forfait | Forfait | Forfait | Forfait | Forfait | Forfait | Forfait | Forfait |  |                            |     |     |     |

- La rencontre Zaïre-Eswatini n'a pas été jouée, la seule place qualificative étant déjà acquise par le Cameroun.

#### Groupe C
| Rang | Équipe   | Pts | J | G | N | P | Bp | Bc | Diff |  | Résultats (▼ dom., ► ext.) |     |     |     |     |
| ---- | -------- | --- | - | - | - | - | -- | -- | ---- |  | -------------------------- | --- | --- | --- | --- |
| 1    | Zimbabwe | 10  | 6 | 4 | 2 | 0 | 8  | 4  | +4   |  | Zimbabwe                   |     | 2-1 | 2-1 | 1-0 |
| 2    | Égypte   | 8   | 6 | 3 | 2 | 1 | 9  | 3  | +6   |  | Égypte                     | 0-0 |     | 1-0 | 3-0 |
| 3    | Angola   | 4   | 5 | 1 | 2 | 2 | 3  | 4  | -1   |  | Angola                     | 1-1 | 0-0 |     |     |
| 4    | Togo     | 0   | 5 | 0 | 0 | 5 | 2  | 11 | -9   |  | Togo                       | 1-2 | 1-4 | 0-1 |     |

- La rencontre Angola-Togo n'a pas été jouée, la place qualificative étant hors d'atteinte pour ces deux équipes. Le match Egypte-Zimbabwe, décisif pour la qualification et gagné 3-1 par les Pharaons, a été annulé à la suite des violences survenues durant la rencontre et rejoué six semaines plus tard, sur terrain neutre, à Lyon, en France.

#### Groupe D
| Rang | Équipe               | Pts     | J       | G       | N       | P       | Bp      | Bc      | Diff    |  | Résultats (▼ dom., ► ext.) |     |     |     |
| ---- | -------------------- | ------- | ------- | ------- | ------- | ------- | ------- | ------- | ------- |  | -------------------------- | --- | --- | --- |
| 1    | Nigeria              | 7       | 4       | 3       | 1       | 0       | 7       | 0       | +7      |  | Nigeria                    |     | 4-0 | 2-0 |
| 2    | Afrique du Sud       | 5       | 4       | 2       | 1       | 1       | 2       | 4       | -2      |  | Afrique du Sud             | 0-0 |     | 1-0 |
| 3    | Congo                | 0       | 4       | 0       | 0       | 4       | 0       | 5       | -5      |  | Congo                      | 0-1 | 0-1 |     |
|      | Libye                | Forfait | Forfait | Forfait | Forfait | Forfait | Forfait | Forfait | Forfait |  |                            |     |     |     |
|      | Sao Tomé-et-Principe | Forfait | Forfait | Forfait | Forfait | Forfait | Forfait | Forfait | Forfait |  |                            |     |     |     |

#### Groupe E
| Rang | Équipe        | Pts     | J       | G       | N       | P       | Bp      | Bc      | Diff    |  | Résultats (▼ dom., ► ext.) |     |     |     |
| ---- | ------------- | ------- | ------- | ------- | ------- | ------- | ------- | ------- | ------- |  | -------------------------- | --- | --- | --- |
| 1    | Côte d'Ivoire | 6       | 4       | 2       | 2       | 0       | 7       | 0       | +7      |  | Côte d'Ivoire              |     | 1-0 | 6-0 |
| 2    | Niger         | 5       | 4       | 2       | 1       | 1       | 3       | 2       | +1      |  | Niger                      | 0-0 |     | 2-1 |
| 3    | Botswana      | 1       | 4       | 0       | 1       | 3       | 1       | 9       | -8      |  | Botswana                   | 0-0 | 0-1 |     |
|      | Soudan        | Forfait | Forfait | Forfait | Forfait | Forfait | Forfait | Forfait | Forfait |  |                            |     |     |     |

#### Groupe F
| Rang | Équipe   | Pts | J | G | N | P | Bp | Bc | Diff |  | Résultats (▼ dom., ► ext.) |     |     |     |     |
| ---- | -------- | --- | - | - | - | - | -- | -- | ---- |  | -------------------------- | --- | --- | --- | --- |
| 1    | Maroc    | 10  | 6 | 4 | 2 | 0 | 13 | 1  | +12  |  | Maroc                      |     | 0-0 | 5-0 | 5-0 |
| 2    | Tunisie  | 9   | 6 | 3 | 3 | 0 | 14 | 2  | +12  |  | Tunisie                    | 1-1 |     | 3-0 | 5-1 |
| 3    | Éthiopie | 3   | 6 | 1 | 1 | 4 | 3  | 11 | -8   |  | Éthiopie                   | 0-1 | 0-0 |     | 3-1 |
| 4    | Bénin    | 2   | 6 | 1 | 0 | 5 | 3  | 19 | -16  |  | Bénin                      | 0-1 | 0-5 | 1-0 |     |

#### Groupe G
| Rang | Équipe     | Pts     | J       | G       | N       | P       | Bp      | Bc      | Diff    |  | Résultats (▼ dom., ► ext.) |     |     |     |
| ---- | ---------- | ------- | ------- | ------- | ------- | ------- | ------- | ------- | ------- |  | -------------------------- | --- | --- | --- |
| 1    | Sénégal    | 6       | 4       | 3       | 0       | 1       | 10      | 4       | +6      |  | Sénégal                    |     | 1-0 | 6-1 |
| 2    | Gabon      | 5       | 4       | 2       | 1       | 1       | 7       | 5       | +2      |  | Gabon                      | 3-2 |     | 3-1 |
| 3    | Mozambique | 1       | 4       | 0       | 1       | 3       | 3       | 11      | -8      |  | Mozambique                 | 0-1 | 1-1 |     |
|      | Mauritanie | Forfait | Forfait | Forfait | Forfait | Forfait | Forfait | Forfait | Forfait |  |                            |     |     |     |

#### Groupe H
| Rang | Équipe     | Pts     | J       | G       | N       | P       | Bp      | Bc      | Diff    |  | Résultats (▼ dom., ► ext.) |     |     |     |     |
| ---- | ---------- | ------- | ------- | ------- | ------- | ------- | ------- | ------- | ------- |  | -------------------------- | --- | --- | --- | --- |
| 1    | Zambie     | 6       | 4       | 3       | 0       | 1       | 11      | 3       | +8      |  | Zambie                     |     | 3-1 | 4-0 | 2-0 |
| 2    | Madagascar | 6       | 4       | 3       | 0       | 1       | 7       | 3       | +4      |  | Madagascar                 | 2-0 |     | 3-0 |     |
| 3    | Namibie    | 0       | 4       | 0       | 0       | 4       | 0       | 12      | -12     |  | Namibie                    | 0-4 | 0-1 |     |     |
|      | Tanzanie   | Forfait | Forfait | Forfait | Forfait | Forfait | Forfait | Forfait | Forfait |  | Tanzanie                   | 1-3 | 0-0 | 2-0 |     |

La Tanzanie se retire le 17 janvier 1993. Tous les résultats obtenus sont annulés.

#### Groupe I
| Rang | Équipe | Pts     | J       | G       | N       | P       | Bp      | Bc      | Diff    |  | Résultats (▼ dom., ► ext.) |     |     |
| ---- | ------ | ------- | ------- | ------- | ------- | ------- | ------- | ------- | ------- |  | -------------------------- | --- | --- |
| 1    | Guinée | 2       | 2       | 1       | 0       | 1       | 4       | 2       | +2      |  | Guinée                     |     | 4-0 |
| 2    | Kenya  | 2       | 2       | 1       | 0       | 1       | 2       | 4       | -2      |  | Kenya                      | 2-0 |     |
|      | Mali   | Forfait | Forfait | Forfait | Forfait | Forfait | Forfait | Forfait | Forfait |  |                            |     |     |
|      | Gambie | Forfait | Forfait | Forfait | Forfait | Forfait | Forfait | Forfait | Forfait |  |                            |     |     |

### Tour final

#### Groupe 1
Les rencontres se sont jouées entre le 16 avril et le 8 octobre 1993.
| Rang | Équipe        | Pts | J | G | N | P | Bp | Bc | Diff |  | Résultats (▼ dom., ► ext.) |     |     |     |
| ---- | ------------- | --- | - | - | - | - | -- | -- | ---- |  | -------------------------- | --- | --- | --- |
| 1    | Nigeria       | 5   | 4 | 2 | 1 | 1 | 10 | 5  | +5   |  | Nigeria                    |     | 4-1 | 4-1 |
| 2    | Côte d'Ivoire | 5   | 4 | 2 | 1 | 1 | 5  | 6  | -1   |  | Côte d'Ivoire              | 2-1 |     | 1-0 |
| 3    | Algérie       | 2   | 4 | 0 | 2 | 2 | 3  | 7  | -4   |  | Algérie                    | 1-1 | 1-1 |     |

- Le Nigeria se qualifie pour la Coupe du monde.

#### Groupe 2
Les rencontres se sont jouées entre le 18 avril et le 10 octobre 1993. Le 27 avril 1993, l'avion transportant la sélection zambienne se rendant au Sénégal pour disputer le match des éliminatoires s'écrase au large du Gabon. Toute l'équipe périt dans l'accident et l'équipe nationale se reconstruit autour de Kalusha Bwalya, le meilleur joueur zambien de l'époque et miraculeusement absent dans l'avion ce jour-là. Le match sera finalement joué le 7 août et les zambiens ne parviendront pas à s'imposer, ce qui leur coutera la qualification.
| Rang | Équipe  | Pts | J | G | N | P | Bp | Bc | Diff |  | Résultats (▼ dom., ► ext.) |     |     |     |
| ---- | ------- | --- | - | - | - | - | -- | -- | ---- |  | -------------------------- | --- | --- | --- |
| 1    | Maroc   | 6   | 4 | 3 | 0 | 1 | 6  | 3  | +3   |  | Maroc                      |     | 1-0 | 1-0 |
| 2    | Zambie  | 5   | 4 | 2 | 1 | 1 | 6  | 2  | +4   |  | Zambie                     | 2-1 |     | 4-0 |
| 3    | Sénégal | 1   | 4 | 0 | 1 | 3 | 1  | 8  | -7   |  | Sénégal                    | 1-3 | 0-0 |     |

- Le Maroc se qualifie pour la Coupe du monde.

#### Groupe 3
Les rencontres se sont jouées entre le 18 avril et le 10 octobre 1993.
| Rang | Équipe   | Pts | J | G | N | P | Bp | Bc | Diff |  | Résultats (▼ dom., ► ext.) |     |     |     |
| ---- | -------- | --- | - | - | - | - | -- | -- | ---- |  | -------------------------- | --- | --- | --- |
| 1    | Cameroun | 6   | 4 | 3 | 0 | 1 | 7  | 3  | +4   |  | Cameroun                   |     | 3-1 | 3-1 |
| 2    | Zimbabwe | 4   | 4 | 2 | 0 | 2 | 3  | 6  | -3   |  | Zimbabwe                   | 1-0 |     | 1-0 |
| 3    | Guinée   | 2   | 4 | 1 | 0 | 3 | 4  | 5  | -1   |  | Guinée                     | 0-1 | 3-0 |     |

- Le Cameroun se qualifie pour la Coupe du monde.

## Zone Europe (UEFA)
Les pays nés de l'éclatement de l'URSS ne sont pas inscrits, à l'exception des trois pays baltes et de la Russie. Placée dans le groupe 5, la République fédérale de Yougoslavie est finalement exclue par la FIFA à la suite des sanctions prononcées par l'ONU contre le pays et ne peut donc disputer le moindre match. Les autres états d'ex-Yougoslavie nouvellement indépendants sont également absents en raison de l'affiliation trop tardive des fédérations nationales respectives auprès de la FIFA. L'Allemagne est tenante du titre et donc directement qualifiée pour la Coupe du monde 1994. 36 pays participent pour douze places en phase finale.

### Groupe 1
L' Italie et la  Suisse sont qualifiées.
| Rang | Équipe   | Pts | J  | G | N | P | Bp | Bc | Diff |  | Résultats (▼ dom., ► ext.) |     |     |     |     |     |     |
| ---- | -------- | --- | -- | - | - | - | -- | -- | ---- |  | -------------------------- | --- | --- | --- | --- | --- | --- |
| 1    | Italie   | 16  | 10 | 7 | 2 | 1 | 22 | 7  | +15  |  | Italie                     |     | 2-2 | 1-0 | 3-1 | 6-1 | 2-0 |
| 2    | Suisse   | 15  | 10 | 6 | 3 | 1 | 23 | 6  | +17  |  | Suisse                     | 1-0 |     | 1-1 | 3-1 | 3-0 | 4-0 |
| 3    | Portugal | 14  | 10 | 6 | 2 | 2 | 18 | 5  | +13  |  | Portugal                   | 1-3 | 1-0 |     | 5-0 | 4-0 | 3-0 |
| 4    | Écosse   | 11  | 10 | 4 | 3 | 3 | 14 | 13 | +1   |  | Écosse                     | 0-0 | 1-1 | 0-0 |     | 3-0 | 3-1 |
| 5    | Malte    | 3   | 10 | 1 | 1 | 8 | 3  | 23 | -20  |  | Malte                      | 1-2 | 0-2 | 0-1 | 0-2 |     | 0-0 |
| 6    | Estonie  | 1   | 10 | 0 | 1 | 9 | 1  | 27 | -26  |  | Estonie                    | 0-3 | 0-6 | 0-2 | 0-3 | 0-1 |     |

### Groupe 2
La Norvège et les Pays-Bas sont qualifiés.
| Rang | Équipe      | Pts | J  | G | N | P | Bp | Bc | Diff |  | Résultats (▼ dom., ► ext.) |     |     |     |     |     |      |
| ---- | ----------- | --- | -- | - | - | - | -- | -- | ---- |  | -------------------------- | --- | --- | --- | --- | --- | ---- |
| 1    | Norvège     | 16  | 10 | 7 | 2 | 1 | 25 | 5  | +20  |  | Norvège                    |     | 2-1 | 2-0 | 1-0 | 3-1 | 10-0 |
| 2    | Pays-Bas    | 15  | 10 | 6 | 3 | 1 | 29 | 9  | +20  |  | Pays-Bas                   | 0-0 |     | 2-0 | 2-2 | 3-1 | 6-0  |
| 3    | Angleterre  | 13  | 10 | 5 | 3 | 2 | 26 | 9  | +17  |  | Angleterre                 | 1-1 | 2-2 |     | 3-0 | 4-0 | 6-0  |
| 4    | Pologne     | 8   | 10 | 3 | 2 | 5 | 10 | 15 | -5   |  | Pologne                    | 0-3 | 1-3 | 1-1 |     | 1-0 | 1-0  |
| 5    | Turquie     | 7   | 10 | 3 | 1 | 6 | 11 | 19 | -8   |  | Turquie                    | 2-1 | 1-3 | 0-2 | 2-1 |     | 4-1  |
| 6    | Saint-Marin | 1   | 10 | 0 | 1 | 9 | 2  | 46 | -44  |  | Saint-Marin                | 0-2 | 0-7 | 1-7 | 0-3 | 0-0 |      |

### Groupe 3
L'Espagne et l'Irlande sont qualifiées.
| Rang | Équipe               | Pts | J  | G | N | P | Bp | Bc | Diff |  | Résultats (▼ dom., ► ext.) |     |     |     |     |     |     |     |
| ---- | -------------------- | --- | -- | - | - | - | -- | -- | ---- |  | -------------------------- | --- | --- | --- | --- | --- | --- | --- |
| 1    | Espagne              | 19  | 12 | 8 | 3 | 1 | 27 | 4  | +23  |  | Espagne                    |     | 0-0 | 1-0 | 3-1 | 5-0 | 5-0 | 3-0 |
| 2    | République d'Irlande | 18  | 12 | 7 | 4 | 1 | 19 | 6  | +13  |  | République d'Irlande       | 1-3 |     | 1-1 | 3-0 | 2-0 | 4-0 | 2-0 |
| 3    | Danemark             | 18  | 12 | 7 | 4 | 1 | 15 | 2  | +13  |  | Danemark                   | 1-0 | 0-0 |     | 1-0 | 4-0 | 2-0 | 4-0 |
| 4    | Irlande du Nord      | 13  | 12 | 5 | 3 | 4 | 14 | 13 | +1   |  | Irlande du Nord            | 0-0 | 1-1 | 0-1 |     | 2-2 | 2-0 | 3-0 |
| 5    | Lituanie             | 7   | 12 | 2 | 3 | 7 | 8  | 21 | -13  |  | Lituanie                   | 0-2 | 0-1 | 0-0 | 0-1 |     | 1-1 | 3-1 |
| 6    | Lettonie             | 5   | 12 | 0 | 5 | 7 | 4  | 21 | -17  |  | Lettonie                   | 0-0 | 0-2 | 0-0 | 1-2 | 1-2 |     | 0-0 |
| 7    | Albanie              | 4   | 12 | 1 | 2 | 9 | 6  | 26 | -20  |  | Albanie                    | 1-5 | 1-2 | 0-1 | 1-2 | 1-0 | 1-1 |     |

### Groupe 4
La Roumanie et la Belgique sont qualifiées.
En janvier 1993, la Tchécoslovaquie est divisée en deux au profit de la République tchèque et de la Slovaquie. L'équipe de Tchécoslovaquie qui avait débuté les éliminatoires est maintenue et termine la compétition sous la bannière "RTS" (Représentation des Tchèques et des Slovaques).
| Rang | Équipe          | Pts | J  | G | N | P  | Bp | Bc | Diff |  | Résultats (▼ dom., ► ext.) |     |     |     |     |     |     |
| ---- | --------------- | --- | -- | - | - | -- | -- | -- | ---- |  | -------------------------- | --- | --- | --- | --- | --- | --- |
| 1    | Roumanie        | 15  | 10 | 7 | 1 | 2  | 29 | 12 | +17  |  | Roumanie                   |     | 2-1 | 1-1 | 5-1 | 2-1 | 7-0 |
| 2    | Belgique        | 15  | 10 | 7 | 1 | 2  | 16 | 5  | +11  |  | Belgique                   | 1-0 |     | 0-0 | 2-0 | 1-0 | 3-0 |
| 3    | Tchécoslovaquie | 13  | 10 | 4 | 5 | 1  | 21 | 9  | +12  |  | Tchécoslovaquie            | 5-2 | 1-2 |     | 1-1 | 3-0 | 4-0 |
| 4    | Pays de Galles  | 12  | 10 | 5 | 2 | 3  | 19 | 12 | +7   |  | Pays de Galles             | 1-2 | 2-0 | 2-2 |     | 2-0 | 6-0 |
| 5    | Chypre          | 5   | 10 | 2 | 1 | 7  | 8  | 18 | -10  |  | Chypre                     | 1-4 | 0-3 | 1-1 | 0-1 |     | 3-1 |
| 6    | Îles Féroé      | 0   | 10 | 0 | 0 | 10 | 1  | 38 | -37  |  | Îles Féroé                 | 0-4 | 0-3 | 0-3 | 0-3 | 0-2 |     |

### Groupe 5
La Grèce et la Russie sont qualifiées.
| Rang | Équipe      | Pts    | J      | G      | N      | P      | Bp     | Bc     | Diff   |  | Résultats (▼ dom., ► ext.) |     |     |     |     |     |
| ---- | ----------- | ------ | ------ | ------ | ------ | ------ | ------ | ------ | ------ |  | -------------------------- | --- | --- | --- | --- | --- |
| 1    | Grèce       | 14     | 8      | 6      | 2      | 0      | 10     | 2      | +8     |  | Grèce                      |     | 1-0 | 1-0 | 0-0 | 2-0 |
| 2    | Russie      | 12     | 8      | 5      | 2      | 1      | 15     | 4      | +11    |  | Russie                     | 1-1 |     | 1-0 | 3-0 | 2-0 |
| 3    | Islande     | 8      | 8      | 3      | 2      | 3      | 7      | 6      | +1     |  | Islande                    | 0-1 | 1-1 |     | 2-0 | 1-0 |
| 4    | Hongrie     | 5      | 8      | 2      | 1      | 5      | 6      | 11     | -5     |  | Hongrie                    | 0-1 | 1-3 | 1-2 |     | 1-0 |
| 5    | Luxembourg  | 1      | 8      | 0      | 1      | 7      | 2      | 17     | -15    |  | Luxembourg                 | 1-3 | 0-4 | 1-1 | 0-3 |     |
|      | Yougoslavie | exclue | exclue | exclue | exclue | exclue | exclue | exclue | exclue |  |                            |     |     |     |     |     |

### Groupe 6
L'Équipe de France, entraînée par Gérard Houllier, débute mal ces éliminatoires (défaite 2-0 en Bulgarie), mais une série de 6 victoires contre l'Autriche (deux fois), la Finlande (deux fois), la Suède et Israël la replace en tête du groupe et en position très favorable pour la qualification à trois journées de la fin. Les Tricolores, minés par des querelles internes (rivalité OM-PSG), vont pourtant s'effondrer dans le sprint final en concédant le match nul en Suède (1-1 sur une erreur défensive à 3 minutes de la fin) et lors des deux derniers matchs disputés à domicile, où il leur suffisait de battre Israël ou de ne pas perdre contre la Bulgarie, pour composter le billet pour les États-Unis. Les Bleus perdent contre l'équipe la plus faible du groupe, Israël (2-3 sur un but de Atar à 30 secondes de la fin du match), puis contre la Bulgarie (1-2 sur un but d'Emil Kostadinov à 2 secondes de la fin du temps règlementaire), ce but privant la France d'une participation à la coupe du monde. Gérard Houiller critiquera beaucoup David Ginola dont il estimera que le centre raté est à l'origine du contre bulgare. Les deux qualifiés de ce groupe 6, la Suède et la Bulgarie, atteindront les demi-finales de la Coupe du monde en juillet 1994.
| Rang | Équipe   | Pts | J  | G | N | P | Bp | Bc | Diff |  | Résultats (▼ dom., ► ext.) |     |     |     |     |     |     |
| ---- | -------- | --- | -- | - | - | - | -- | -- | ---- |  | -------------------------- | --- | --- | --- | --- | --- | --- |
| 1    | Suède    | 15  | 10 | 6 | 3 | 1 | 19 | 8  | +11  |  | Suède                      |     | 2-0 | 1-1 | 1-0 | 3-2 | 5-0 |
| 2    | Bulgarie | 14  | 10 | 6 | 2 | 2 | 19 | 10 | +9   |  | Bulgarie                   | 1-1 |     | 2-0 | 4-1 | 2-0 | 2-2 |
| 3    | France   | 13  | 10 | 6 | 1 | 3 | 17 | 10 | +7   |  | France                     | 2-1 | 1-2 |     | 2-0 | 2-1 | 2-3 |
| 4    | Autriche | 8   | 10 | 3 | 2 | 5 | 15 | 16 | -1   |  | Autriche                   | 1-1 | 3-1 | 0-1 |     | 3-0 | 5-2 |
| 5    | Finlande | 5   | 10 | 2 | 1 | 7 | 9  | 18 | -9   |  | Finlande                   | 0-1 | 0-3 | 0-2 | 3-1 |     | 0-0 |
| 6    | Israël   | 5   | 10 | 1 | 3 | 6 | 10 | 27 | -17  |  | Israël                     | 1-3 | 0-2 | 0-4 | 1-1 | 1-3 |     |

## Zone Amérique du sud (CONMEBOL)
Les 9 pays d'Amérique du Sud inscrits sont répartis en deux groupes et se disputent 3 places directes en phase finale de la Coupe du monde et une place en barrages intercontinentaux. Le Chili est suspendu par la FIFA à la suite de la tentative de tricherie de son gardien au cours du match contre le Brésil lors des éliminatoires du mondial précédent.

### Groupe A
| Rang | Équipe    | Pts | J | G | N | P | Bp | Bc | Diff |  | Résultats (▼ dom., ► ext.) |     |     |     |     |
| ---- | --------- | --- | - | - | - | - | -- | -- | ---- |  | -------------------------- | --- | --- | --- | --- |
| 1    | Colombie  | 10  | 6 | 4 | 2 | 0 | 13 | 2  | +11  |  | Colombie                   |     | 2-1 | 0-0 | 4-0 |
| 2    | Argentine | 7   | 6 | 3 | 1 | 2 | 7  | 9  | -2   |  | Argentine                  | 0-5 |     | 0-0 | 2-1 |
| 3    | Paraguay  | 6   | 6 | 1 | 4 | 1 | 6  | 7  | -1   |  | Paraguay                   | 1-1 | 1-3 |     | 2-1 |
| 4    | Pérou     | 1   | 6 | 0 | 1 | 5 | 4  | 12 | -8   |  | Pérou                      | 0-1 | 0-1 | 2-2 |     |

- La Colombie est qualifiée pour la phase finale de la Coupe du monde. L'Argentine, deuxième de ce groupe de quatre équipes, poursuit la compétition en disputant les barrages intercontinentaux (contre un pays de la CONCACAF ou de l'OFC).

### Groupe B
| Rang | Équipe    | Pts | J | G | N | P | Bp | Bc | Diff |  | Résultats (▼ dom., ► ext.) |     |     |     |     |     |
| ---- | --------- | --- | - | - | - | - | -- | -- | ---- |  | -------------------------- | --- | --- | --- | --- | --- |
| 1    | Brésil    | 12  | 8 | 5 | 2 | 1 | 20 | 4  | +16  |  | Brésil                     |     | 6-0 | 2-0 | 2-0 | 4-0 |
| 2    | Bolivie   | 11  | 8 | 5 | 1 | 2 | 22 | 11 | +11  |  | Bolivie                    | 2-0 |     | 3-1 | 1-0 | 7-0 |
| 3    | Uruguay   | 10  | 8 | 4 | 2 | 2 | 10 | 7  | +3   |  | Uruguay                    | 1-1 | 2-1 |     | 0-0 | 4-0 |
| 4    | Équateur  | 5   | 8 | 1 | 3 | 4 | 7  | 7  | 0    |  | Équateur                   | 0-0 | 1-1 | 0-1 |     | 5-0 |
| 5    | Venezuela | 2   | 8 | 1 | 0 | 7 | 4  | 34 | -30  |  | Venezuela                  | 1-5 | 1-7 | 0-1 | 2-1 |     |

- Le Brésil et la Bolivie sont qualifiés pour la phase finale de la Coupe du monde.

## Barrages intercontinentaux
Trois pays de trois confédérations différentes (le Canada, l'Australie et l'Argentine) se disputent une place qualificative sur deux tours.
Le représentant de la CONMEBOL (Argentine) est exempté de premier tour et affronte au tour décisif le vainqueur du barrage opposant le Canada (CONCACAF) à l'Australie (OFC).

### Premier tour (CONCACAF et OFC)
- Canada -  Australie 2 - 1
- Australie -  Canada 2 - 1 a.p.

L'Australie l'emporte aux tirs au but 4 - 1 et se qualifie pour le second tour de ces barrages.

### Deuxième tour (CONMEBOL et OFC)
- Australie -  Argentine 1 - 1
- Argentine -  Australie 1 - 0

L'Argentine bat l'Australie 2 à 1 sur l'ensemble des deux matchs et se qualifie pour la phase finale de la Coupe du monde 1994.

## Qualifiés

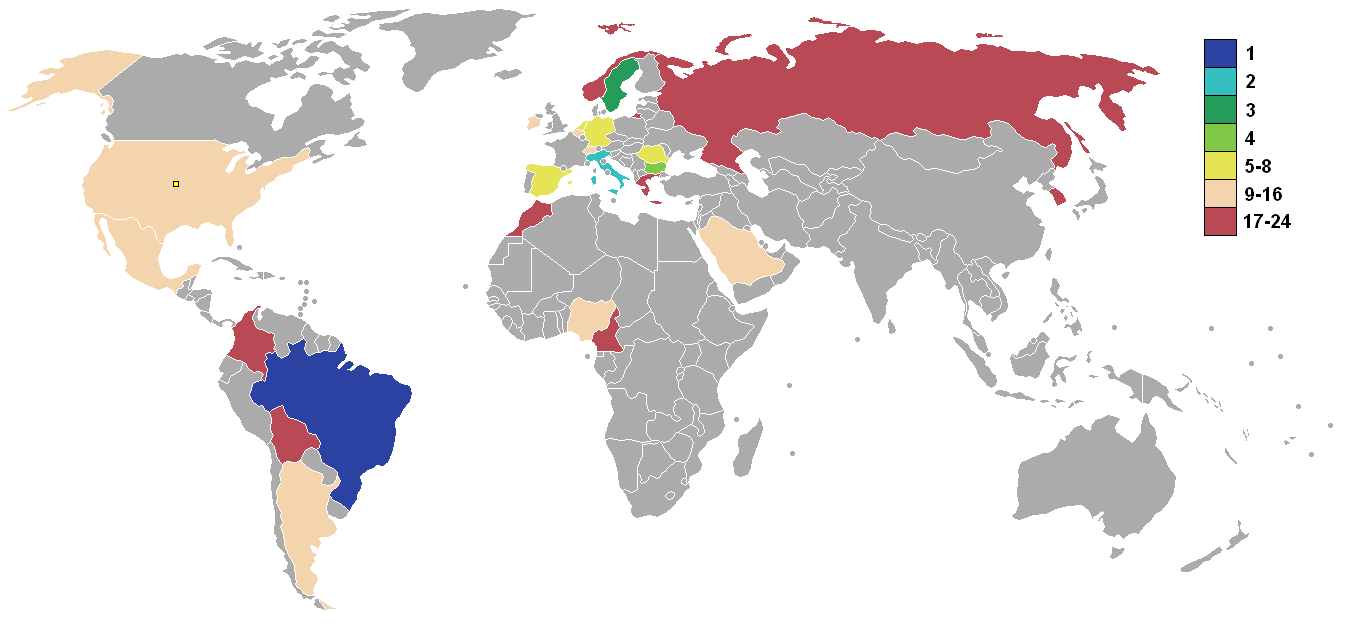
Pays qualifiés

| 13 en Europe                      | Italie          | Suisse       | Norvège             | Pays-Bas  |
|                                   | Espagne         | Irlande      | Roumanie            | Belgique  |
|                                   | Grèce           | Russie       | Suède               | Bulgarie  |
| 4 en Amérique du Sud              | Brésil          | Bolivie      | Colombie            | Argentine |
| 1 en Amérique du Nord et centrale | Mexique         |              |                     |           |
| 3 en Afrique                      | Nigeria         | Maroc        | Cameroun            |           |
| 2 en Asie                         | Arabie saoudite | Corée du Sud |                     |           |
|                                   |                 |              |                     |           |
| Tenant du titre :                 | Allemagne       |              | Pays organisateur : | USA       |